# Белица (Сумская область)
Белица (укр. Білиця) — село, Белицкий сельский совет, Ямпольский район, Сумская область, Украина.
Код КОАТУУ — 5925680301. Население по переписи 2001 года составляло 311 человек.
Является административным центром Белицкого сельского совета, в который, кроме того, входят сёла Базелевщина, Александровское и Чижиково.

## Географическое положение
Село Белица находится в 1,5 км от правого берега реки Ивотка.
Село окружено большим лесным массивом урочище Кремлянская Дача.
По селу протекает пересыхающий ручей с запрудой.

## Название
Исторических данных о происхождении названия села найти не удалось, но существует легенда, что такое поэтичное название произошло от названия реки Белички. Вытекает она из меловых источников и в старину вода в ней имела белый цвет.

## История
Село Белица впервые упоминается в XVI веке.
В середине девятнадцатого века село Белица насчитывало 489 душ крепостных и принадлежало помещику Ивану Неплюеву.
В годы Великой Отечественной войны на территории села шли ожесточенные бои с фашистскими оккупантами. На окраине села существовало военное кладбище, на месте которого сооружен Мемориальный комплекс. В центре села установлен памятник советским воинам и военнопленным, погибшим в годы войны.

## Экономика
- «Вперед», ООО.

## Объекты социальной сферы
- Школа І-ІІ ст.
- Клуб.
- Фельдшерско-акушерский пункт.